# Linia kolejowa nr 806
Linia kolejowa nr 806 – pierwszorzędna, jednotorowa, zelektryfikowana linia kolejowa o znaczeniu państwowym, łącząca stację Poznań Franowo (rejon PFD) z posterunkiem odgałęźnym Nowa Wieś Poznańska.
Linia wraz z linią kolejową Poznań Franowo PFD – Stary Młyn oraz linią kolejową Pokrzywno – Poznań Franowo PFD stanowią jedyne linie kolejowe, których początkiem lub końcem jest tzw. styk, który znajduje się w miejscu skrzyżowania toru łączącego rozjazdy 514 i 517 z torem łączącym rozjazdy 515 i 516 na stacji Poznań Franowo. W przypadku pozostałych linii są to rozjazdy, kozły oporowe, granice państwa lub granice obszaru PKP Polskich Linii Kolejowych.